# لأنه مر ولأنه قلبي (رواية)
لأنه مر ولأنه قلبي (بالإنجليزية: Because It Is Bitter, and Because It Is My Heart)‏ هي رواية للكاتبة الأمريكية جويس كارول أوتس، نشرت عام 1990، عن دار نشر داتون.